# 二次方程式
二次方程式（にじほうていしき、英: quadratic equation）とは、数学において、二次の多項式関数の零点集合を表す条件のことである。
その零点集合については、特に実数係数であるものについて、幾何学的考察が歴史的に行われ、よく知られている（二元二次方程式については円錐曲線を、一般の多変数二次方程式については二次曲面を参照するとよい）。
以下では、未知数が1個の場合を中心に取り扱う。二次方程式は次数が 2 の代数方程式のことであり、一般に未知数を x として
{\displaystyle ax^{2}+bx+c=0\quad (a\neq 0)}
の形で表される。二次方程式を解くには、二次方程式の解の公式が知られている他、平方完成を利用する方法、因数分解を利用する方法などがよく知られている。
一元二次方程式を解くことと同値である問題に対する解法は、紀元前20世紀ごろには既に知られていた。

## 定義
二次方程式とは、次数 2 の代数方程式のことである。一般には
{\displaystyle ax^{2}+bx+c=0} (*)
（a ≠ 0, b, c は定数）と表される。これを二次方程式の一般形 (generalized form) という。二次方程式の一般形は、方程式としての変形や変数変換により、いくつかの特徴をもつ特殊な形にできる。本項では便宜的に以下の用語を用いる。
一般形の方程式 (*) の両辺を 2 次の係数（最高次係数）a ≠ 0 で割って 1 にすることができる。これを二次の整方程式あるいは二次方程式の正規形 (normal form) と呼ぶ：
{\displaystyle x^{2}+px+q=0} (**)
（p, q は定数）
{\displaystyle p={\frac {b}{a}},\ q={\frac {c}{a}}} (***)
また、左辺が完全平方式と定数の和のみになっている方程式を、二次方程式の標準形 (standard form) と呼ぶ：
{\displaystyle a(x+p)^{2}+q=0}
（a ≠ 0, p, q は定数）
これは、変数を t = x + p と変換すれば未知数 t に関する 1 次の項が無い方程式である：
at2 + q = 0

## 歴史
アッバース朝時代に活躍した中世イスラムの数学者フワーリズミーは二次方程式に2つの解があることを発見した。フワーリズミーの著作『インドの数に関して、アル＝フワーリズミー』（ラテン語訳『アルゴリトミ・デ・ヌーメロ・インドルム (Algoritmi de numero Indorum)』）はラテン語に翻訳され、ヨーロッパに伝わった。フワーリズミーは二次方程式における未知数を「shay'」（シャイ＝とあるもの）という言葉で表現したが、フワーリズミーの著作がヨーロッパに伝えられる段階で、「x」を「sh（シ）」と読むポルトガル語を通過する際に、shay'の「sh」が「x」に置き換えられたといわれる。未知なるものを「x」と呼ぶことには、このような背景があるとされる。

## 平方完成
変数 x に関する二次式 {\displaystyle ax^{2}+bx+c} について、変数変換
x + α = y
して、1 次の項を消去することを平方完成（基本変形）という。これにより、二次式の正規形 (**) は標準形にすることができる。
係数体の標数が 2 でなければ、平方完成できる。
二次式の正規形 (**) を標準形にする：
{\displaystyle x^{2}+px+q=(x+\alpha )^{2}+\beta }
1次の係数を比較すると、{\displaystyle (x+\alpha )^{2}=x^{2}+2\alpha x+\alpha ^{2}} より、
{\displaystyle \alpha ={\frac {p}{2}}}
が導かれる。
{\displaystyle x^{2}+px=\left(x+{\frac {p}{2}}\right)^{2}-\left({\frac {p}{2}}\right)^{2}}
より、
{\displaystyle x^{2}+px+q=\left(x+{\frac {p}{2}}\right)^{2}-\left({\frac {p^{2}}{4}}-q\right)}
{\displaystyle y=x+{\frac {p}{2}},m={\frac {p^{2}}{4}}-q} と置いてやると
{\displaystyle x^{2}+px+q=0\iff y^{2}-m=0}
となり、変数 y に関する標準形の方程式が得られる。
平方完成の技法は、この他にも、円錐曲線の標準化などに用いられる。

## 二次方程式の解
正規化された標準形二次方程式
x2 − m = 0
は
x2 = m
と同値であるから、解は m の平方根に等しい。平方根は 0 以外は複数あり、実数なら正の方を √m で表す。このとき解は
{\displaystyle x=\pm {\sqrt {m}}}
になる。
m が負ならば、解 ±√m は虚数である。これらを統一的に表すために、√−1 を i と表し、虚数単位という。虚数単位 i は x2 + 1 の根である。
- a > 0 のとき、√−a = √a i

### 解の公式
平方完成により、二次方程式の解の公式を導出することができる。これは、標数 2 でない体で一般に通用する。
二次方程式 ax2 + bx + c = 0 に対し、
{\displaystyle {\begin{aligned}a\left(x+{\frac {b}{2a}}\right)^{\!2}+c-{\frac {b^{2}}{4a}}=0&\iff \left(x+{\frac {b}{2a}}\right)^{2}={\frac {b^{2}-4ac}{4a^{2}}}\\&\iff x+{\frac {b}{2a}}=\pm {\frac {\sqrt {b^{2}-4ac}}{2a}}\\&\iff x={\cfrac {-b\pm {\sqrt {b^{2}-4ac}}}{2a}}\end{aligned}}}
特に、b が 2 を因数に持つ場合、b = 2b' とおくと
{\displaystyle x={\frac {-b'\pm {\sqrt {(b')^{2}-ac}}}{a}}}
と簡明になる。

### 特別な二次方程式の解
数学定数の中で、定義が特別な二次方程式であるものがある。
- 1の虚立方根 ω（x2 + x + 1 = 0 の解{\displaystyle x={\frac {-1\pm {\sqrt {3}}\,i}{2}}}（2つのどちらでもよい））
  - 三次方程式の解、アイゼンシュタイン整数 など
- 貴金属数
  - 黄金数 φ（x2 − x − 1 = 0 の正の解{\displaystyle x={\frac {1+{\sqrt {5}}}{2}}\,}）
    - フィボナッチ数 など

## 実数係数の二次方程式
二次方程式
{\displaystyle ax^{2}+bx+c=0}
の係数 a, b, c は実数とする。

### 虚数の導入
二次方程式の解の公式 {\displaystyle x={\frac {-b\pm {\sqrt {b^{2}-4ac}}}{2a}}} における {\displaystyle b^{2}-4ac} が負の場合は、解が虚数になる。2つの解は、共役な虚数である。
虚数も数に含めると、代数学の基本定理（全ての複素数係数の代数方程式は複素数の範囲で必ず解を持つ）が成り立つ。

### 判別式と実数解の個数
実数係数の二次方程式においては、解の公式に見られるように、{\displaystyle b^{2}-4ac} の符号が実数解の個数を決める。
二次方程式 {\displaystyle ax^{2}+bx+c=0} の重複を込めた解を α, β とするとき、
{\displaystyle \Delta :=a^{2}(\alpha -\beta )^{2}}
を二次方程式の判別式という。これは、解の公式に現れる {\displaystyle b^{2}-4ac} に等しい。
代数方程式で次数が 2 の場合は、判別式のみで実数解の個数が決定できる：
- ⊿ > 0 のとき：異なる 2 実数解
- ⊿ = 0 のとき：実数の重解
- ⊿ < 0 のとき：1組の共役虚数解

## 根と係数の関係
二次方程式 {\displaystyle ax^{2}+bx+c=0} の解を α, β とおくと、
{\displaystyle \alpha +\beta =-{\frac {b}{a}},\,\alpha \beta ={\frac {c}{a}}}
解が先に分かっている場合に、係数を合理的に計算できる。

## 係数の拡張
有理数係数の二次方程式の解である無理数を二次の無理数と呼ぶ。有理数体に二次の無理数を添加した体を二次体という。
係数が体や整域でない一般の環においては、二次方程式の解は2個とは限らない。

### 一般係数の二次方程式
解の公式およびその導出は、係数 a, b, c が複素数やより一般に標数が 2 でない任意の体においても有効である（標数が 2 のときは 2a が零元に等しく、したがってそれで割ることはできない）。ただし、公式に現れる記号 {\displaystyle \pm {\sqrt {b^{2}-4ac}}} は「その平方が b2 − 4ac に等しくなるような元が存在する場合には、そのような二元のうちの何れか一方」を意味するものと理解しなければならない。体によっては、平方根を全く持たない元と二つ持つ元とが存在する（標数 2 でない限りただ一つの平方根を持つのは零元のみである）。ある元の平方根を持たない体を考えている場合でも、そのような平方根を含む二次拡大体は常に存在するから、そのような拡大体における式と見なせば解の公式は常に有効ということになる。

#### 標数 2 の体
解の公式は 2 が可逆であることが利いていたから、標数 2 の体では公式は成り立たない。標数 2 の体上のモニックな二次多項式 {\displaystyle x^{2}+bx+c} を考えるとき、b = 0 ならば方程式は平方根を開くことに帰着されるから、{\displaystyle x={\sqrt {c}}} は解であり、{\displaystyle -{\sqrt {c}}=-{\sqrt {c}}+2{\sqrt {c}}={\sqrt {c}}} であるから、これが唯一の解であることが分かる。すなわち、{\displaystyle \displaystyle x^{2}+c=(x+{\sqrt {c}})^{2}} 。有限体における開平についての更なる情報は平方剰余の項を参照。
他方、b ≠ 0 の場合には相異なる二つの根が存在するのだが、多項式が既約ならば、係数体に属する数の平方根を用いて根を記述するのは不可能である。そこで多項式 x2 + x + c の（この多項式の分解体に属する元としての）根の一つを c の 2-根 (2-root) R(c) と定義する。このとき R(c) + 1 がもう一つの根となることが確かめられる（こちらも 2-根と呼ぶ）。この 2-根を用いれば、モニックとは限らない二次式 ax2 + bx + c の二つの根は {\displaystyle {\frac {b}{a}}R\left({\frac {ac}{b^{2}}}\right),~{\frac {b}{a}}\left(R\left({\frac {ac}{b^{2}}}\right)+1\right)} と表せる。
例えば、位数 4 の有限体 F4 において、その乗法群の生成元を a とするとき（すなわち、a および a + 1 は F4 上の多項式 x2 + x + 1 の根）、(a + 1)2 = a ゆえ、a + 1 は二次方程式 x2 + a = 0 の唯一の解である。他方、多項式 x2 + ax + 1 は F4 上既約だが、F16 上分解して、二つの根 ab および ab + a を持つ。ここで b は F16 における x2 + x + a の根である。
これはアルティン・シュライアー理論の特別の場合である。

## 注